# Dessau-Roßlau
Dessau-Roßlau è una città extracircondariale di 79 655 abitanti della Sassonia-Anhalt, in Germania.

## Storia
La città di Dessau-Roßlau fu creata nel 2007 dalla fusione delle due città di Dessau e Roßlau (Elbe). Tuttavia nel linguaggio comune si continua a riferirsi a Dessau e Roßlau come a due città distinte.
In particolare, Dessau è nota per aver ospitato la sede del Bauhaus, scuola d'arte e di architettura.

## Geografia antropica
La città di Dessau-Roßlau è divisa nelle due parti ("Stadtteil") di Dessau e Roßlau (Elbe), che corrispondono alle due ex città fuse nel 2007.

### Suddivisioni amministrative
Da un punto di vista amministrativo, sono istituite 14 municipalità (Ortschaft)::
- Roßlau (Elbe)
- Brambach (comprendente anche i centri abitati di Neeken e Rietzmeck)
- Großkühnau
- Kleinkühnau
- Kleutsch
- Kochstedt
- Meinsdorf
- Mildensee
- Mosigkau
- Mühlstedt
- Rodleben (comprendente anche i centri abitati di Bernsdorf e Tornau)
- Sollnitz
- Streetz/Natho (comprendente i centri abitati di Natho e Streetz)
- Waldersee

## Amministrazione

### Gemellaggi
Dessau-Roßlau è gemellata con:
- Argenteuil, dal 1959
- Klagenfurt, dal 1971
- Ludwigshafen am Rhein, dal 1988
- Ibbenbüren, dal 1990
- Gliwice, dal 1992
- Nemenčinė, dal 1995
- Roudnice nad Labem, dal 2000